# Phantasis
Phantasis es un género de escarabajos longicornios de la subfamilia Lamiinae. Fue descrito por Carl Gustaf Thomson en 1860.

## Especies
- Phantasis ardoini Breuning, 1967
- Phantasis avernica Thomson, 1865
- Phantasis carinata Fåhraeus, 1872
- Phantasis gigantea (Guérin-Méneville, 1844)
- Phantasis nodulosa Sudre y Teocchi
- Phantasis sansibarica (Harold, 1878)
- Phantasis satanica Thomson, 1860
- Phantasis satanica dolosa Kolbe, 1894
- Phantasis stupida Kolbe, 1894
- Phantasis tenebricosa Sudre y Teocchi